# Хаплогрупа
Хаплогрупата е понятие на популационната генетика – науката, която изучава генетичната история на човечеството.
Хаплогрупата споделя общ полиморфизъм от един нуклеотид (общ произход). Терминът „хаплогрупа“ е широко използван в областта на генетичната генеалогия, където се проучват Y-хромозомната хаплогрупа (Y-ДНК), митохондриалната (мтДНК) и MHC-хаплогрупа.
Генетичният маркер Y-ДНК прехвърля Y-хромозомата от баща само на син по мъжка линия, а митохондриалната мтДНК е маркер на/по майчина линия, който се предава на всички деца без значение на пола. По този начин, мъжките потомци са носители на маркерите както на Y-ДНК, така и на митохондриалната мтДНК като маркер, но не предават последния генетичен маркер към своето потомство.

## Образуване на хаплогрупа

### Наследствена хаплогрупа
Haplogroup A (Hg A)
 Haplogroup B (Hg B)
Всички тези молекули са част от наследствената хаплогрупа, но в някакъв момент в миналото е настъпила мутация в предшествената молекула, мутация А, която произвежда нова линия; това е хаплогрупа А и се определя от мутация А. В някаква по-нова точка в миналото, нова мутация, мутация В, се е случила при човек, носещ гаплогрупа А; мутация В, дефинирана за гаплогрупа Б. Хаплогрупа В е подгрупа, или подклапа на хаплогрупа А; и двете гаплогрупи А и В са субклони на предшествената хаплогрупа.
Митохондриите са малки органели, които лежат в цитоплазмата на еукариотни клетки, като тези на хората. Тяхната основна функция е да осигуряват енергия на клетката. Счита се, че митохондриите са намалени потомци на симбиотични бактерии, които някога са били свободни. Една от признаците, че митохондриите са били свободни, е, че всяка съдържа кръгова ДНК, наречена митохондриална ДНК (mtDNA), чиято структура е по-сходна с бактериите, отколкото еукариотните организми (виж ендосимбиотичната теория). Огромното мнозинство от човешката ДНК се съдържа в хромозомите в ядрото на клетката, но mtDNA е изключение. Индивидът наследява цитоплазмата и органелите, съдържащи се в цитоплазмата, изключително от майчината яйцеклетка (яйцеклетка); сперматозоидите преминават само върху хромозомната ДНК, всички бащини митохондрии се усвояват в ооцита. Когато мутация възникне в mtDNA молекула, мутацията се предава в пряка женска линия на спускане. Мутациите са копиращи грешки в ДНК последователността. Единични грешки се наричат единични нуклеотидни полиморфизми (SNP).
Човешките Y хромозоми са мъжки-специфични полови хромозоми; почти всички хора, които притежават Y хромозома, ще бъдат морфологично мъжки. Въпреки че Y хромозомите са разположени в клетъчното ядро и са свързани с X хромозоми, те се рекомбинират само с Х хромозомата в краищата на Y хромозомата; останалите 95% от Y хромозомата не се рекомбинират. Следователно, Y хромозомата и всички мутации, които възникват в него, се предават от баща на син в пряка мъжка линия на слизане. Това означава, че Y хромозомата и mtDNA имат специфични свойства.
Други хромозоми, автозоми и Х-хромозоми при жени споделят генетичния си материал (наречен пресичане, водещ до рекомбинация) по време на мейозата (специален тип клетъчно делене, което се случва за целите на половото размножаване). Ефективно това означава, че генетичният материал от тези хромозоми се смесва във всяко поколение, така че всички нови мутации се предават на случаен принцип от родителите към потомството.
Специфичната черта както на Y хромозомите, така и на mtDNA е, че мутациите могат да се натрупват по определен сегмент от двете молекули и тези мутации остават фиксирани на ДНК. Освен това, историческата последователност на тези мутации също може да бъде изведена. Например, ако набор от десет Y хромозоми (получени от десет различни мъже) съдържа мутация, А, но само пет от тези хромозоми съдържат втора мутация, В, тогава трябва да се случи, че мутация В се появява след мутация А.
Нещо повече, всичките десет мъже, които носят хромозома с мутация А, са преките потомци на мъжката линия на същия човек, който е първият носител на тази мутация. Първият човек, носещ мутация В, също е пряк потомък на мъжката линия на този човек, но е и пряк мъжки предшественик на всички мъже, които носят мутация В. Серия от мутации като тази форма на молекулярни линии. Освен това, всяка мутация определя набор от специфични Y хромозоми, наречени хаплогрупа.
Всички мъже, носещи мутация А, образуват една-единствена хаплогрупа, и всички мъже, които носят мутация В, са част от тази хаплогрупа, но мутация Б също определя по-скорошна собствена хаплогрупа (която е подгрупа или подклан), на която мъжете носят само мутация А не принадлежат на B. Както mtDNA, така и Y хромозомите са групирани в линии и хаплогрупи, те често се представят като дървовидни диаграми.

### Популационна генетика на хаплогрупата
Обикновено се приема, че има малък естествен отбор за или срещу определена хаплотипна мутация, оцеляла до настоящия момент, така че освен скоростите на мутации (които могат да варират от един маркер към друг) основният двигател на популационната генетика влияещи на пропорциите на хаплотипите в популацията, е генетичен дрейф – случайна флуктуация, причинена от случайността на вземане на проби, при която членовете на популацията предават ДНК върху членовете на следващото поколение на подходящия пол.
Това причинява разпространението на даден маркер в популацията да продължи да се колебае, докато не достигне 100% или изпадне изцяло от населението. При голяма популация с ефективно смесване степента на генетичен дрейф за обикновени алели е много ниска; въпреки това в много малка кръстосана популация пропорциите могат да се променят много по-бързо. Отбелязаните географски различия и концентрации на определени хаплотипове и групи хаплотипове следователно свидетелстват за отличителните ефекти от повтарящи се тесни места в населението или събития на основатели, последвани от разделяне на населението и увеличения.
Линиите, които могат да бъдат проследени назад от настоящето, няма да отразяват пълната генетична вариация на по-старото население: генетичният дрейф означава, че някои от вариантите ще са изчезнали.
Цената на тестовете за пълна Y-ДНК и mtDNA последователност рязко спадна през последното десетилетие и това направи генетичните тестове много по достъпни за широк кръг от населението.

### Хаплогрупина човешката Y-хромозомна ДНК
Хаплогрупите на човешка Y хромозома ДНК (Y-DNA) се обозначават с латинските букви от А до Т и се подразделят допълнително на цифри и малки букви. Y хромозомните обозначения на хаплогрупата са установени от Y Chromosome Consortium.

## Хаплогрупи Y-ДНК
Y – хромозомни хаплогрупи на човечеството и списък на местата на тяхното разпространение.
Най-стари групи без мутации M168:
- Хаплогрупа А (М91) – Африка, основно при койсанските народи, нилотите и етническите групи в Етиопия.
- Хаплогрупа В (М60) – Африка, основно при пигмеите и хадзапе.

Групи без мутации M168 (възникнали около 50 хиляди години пр.н.е.):
- Хаплогрупа C (М130) – Океания, Северна Азия, Централна Азия, Източна Азия, Северна Америка, често срещана в Индия.
- Хаплогрупи YAP+:
- Хаплогрупа DE (М1, М145, М203) – Азия или Африка.
- Хаплогрупа D (М174) – Тибет, Япония, Андамански острови.
- Хаплогрупа E (М96) – Източна Африка или Азия.
- Хаплогрупа E1b; Хаплогрупа E1b1a (V38) – Западна Африка (известна преди като E3a).
- Хаплогрупа E1b1b (М215) – Източна и Северна Африка, Близкия Изток, Средиземноморието, Балканите (известна преди като E3b).

Групи с мутации М89 (възникнали около 45 хиляди години пр.н.е.):
- Хаплогрупа F (P14, M213) – Южна Индия, Шри Ланка, Китай, Корея.
- Хаплогрупа G (M201) – сред много етнически групи в Евразия, отчасти в: Кавказ, Иран, Анадола, Гърция, Италия, Тирол, Чехия; много рядко в Северна Европа.
- Хаплогрупа G1 – Иран.
- Хаплогрупа G2 – основната подгрупа от група „G“ в Европа.
  - Хаплогрупа G2c (M201) – основно при ашкеназите, среща се сред християните в Ливан и южна Сирия.
- Хаплогрупа H (М69) – Индия, Шри Ланка, Непал; рядко в Пакистан, Иран, Централна Азия, Арабия.

Групи с мутации L15, L16 (възникнали около 42 хиляди години пр.н.е.):
- Хаплогрупа IJK (L15, L16) – Предна Азия.
- Хаплогрупа IJ (S2, S22) – Югозападна Азия.
- Хаплогрупа I (М170, P19, M258) – често срещана в Европа, понякога в Близкия Изток, липсваща другаде.
- Хаплогрупа I1 (М253, М307, Р30, Р40) – Северна Европа.
- Хаплогрупа I2 (S31) – Централна и Югоизточна Европа, Сардиния.
- Хаплогрупа J (М304) – Близкия Изток, Турция, Кавказ, Италия, Гърция, Балканите, Източна Европа, Северна и Североизточна Африка.
- Хаплогрупа J* – Сокотра, понякога в Пакистан, Оман, Гърция, Чехия, среща се и сред тюркските народи.
- Хаплогрупа J1 (М267) – предимно сред семитски народи, както и Близкия Изток, Етиопия, Северна Африка, Дагестан.
- Хаплогрупа J2 (М172) – Западна Азия, Централна Азия, Южна Азия, Южна Европа, Северна Африка.

Групи с мутация M9 (възникнала около 40 хиляди години пр.н.е.):
- Хаплогрупа K – Предна Азия.
- Хаплогрупа LT (L298/P326):
  - Хаплогрупа L (М11, M20, M22, M61, M185, M295) – Южна Азия, Югозападна Азия, Централна Азия, Средиземноморието.
  - Хаплогрупа T (М70, M184/USP9Y+3178, M193, M272) – Северна Африка, Африкански рог, Южна Азия, Югозападна Азия, Средиземноморие (известна преди като K2)

Групи с мутация M526:
- Хаплогрупа М (Р256) – Нова Гвинея, Меланезия, Източна Индонезия.
- Хаплогрупа NO (М214) – Централна Азия, Югоизточна Азия.
- Хаплогрупа N (М231) – далечния север от Евразия, особено сред уралските народи (включително фини и хуни).
- Хаплогрупа О (М175) – Централна Азия, Източна Азия, Югоизточна Азия, Южна Азия, в района на Тихия океан.
- Хаплогрупа O3 – Източна Азия.
- Хаплогрупа P (М45, 92R7, M74/N12) (мутацията M45 е възникнала около 35 хиляди години пр.н.е.)
- Хаплогрупа Q (МEH2, M242, P36) – ендемитът в Америка; появата в Европа се свързва с хуните; Мутацията настъпва през 20-15 хиляди пр.н.е.
- Хаплогрупа R (M207, P36) – Централна Азия.
- Хаплогрупа R1
  - Хаплогрупа R1a (M17) – Централна Азия, Южна Азия, Централна Европа, Северна Европа, Източна Европа.
  - Хаплогрупа R1b (M343) – Европа, Кавказ, Централна Азия, Южна Азия, Централна Африка, Северна Африка
- Хаплогрупа R2 – Средна Азия.
- Хаплогрупа S (M230, P202, P204) – Нова Гвинея, Меланезия, Източна Индонезия.